# Balitoropsis ophiolepis
Balitoropsis ophiolepis — вид коропоподібних риб родини Баліторові (Balitoridae).

## Поширення
Мешкає у прісних водоймах Суматри, Калімантану і Яви.

## Опис
Тіло завдовжки до 11 см.

## Спосіб життя
Живе у швидкоплинних гірських річках.